# Вільгельміна (аеропорт)
Аеропорт Вільгельміна або Аеропорт Південної Лапландії (швед. Vilhelmina flygplats) (IATA: VHM, ICAO: ESNV) — аеропорт у селі Сагадал за межами Вільгельміни, Швеція.

## Авіалінії та напрямки
| Авіакомпанія | Пункт призначення          |
| ------------ | -------------------------- |
| Amapola Flyg | Люкселе, Стокгольм–Арланда |

## Пасажирообіг
Див. джерело запитів Вікіданих та джерела.